# Oficial (fuerzas armadas)

Un oficial comisionado británico (izquierda) y un suboficial (derecha) en Afganistán.

Un oficial es un uniformado de fuerzas de seguridad o militar que ocupa una posición de autoridad y mando. Obtiene el rango militar al finalizar sus estudios en la escuela o academias de oficiales de cada país. También existen los ascensos en campaña («meritorios»), y ha habido casos de ascensos por antigüedad, aunque en la actualidad son muy escasos. Los oficiales se diferencian entre sí por el grado y la posición que ocupan dentro del escalafón jerárquico.
Los oficiales tienen como tarea principal ejecutar, conducir y liderar las diversas operaciones llevadas a cabo en sus respectivas instituciones, ya sea en tiempos de paz o de guerra.
El escalafón inferior al de los oficiales es el de los suboficiales. Estos tiene una formación diferente y con una posición superior a la tropa en el escalafón de mando.

## Estructura
La categoría de oficial se subdivide en tres tipos:
- Oficial subalterno: comprendido entre los grados de subteniente o alférez y capitán.
- Oficial jefe: comprendido entre los rangos de mayor/comandante y teniente coronel o capitán de fragata. En algunos ejércitos se incluye también al coronel.
- Oficial superior: comprendido entre los rangos de coronel o capitán de navío y teniente general, general de ejército o general en jefe. En algunos ejércitos existe una cuarta subcategoría que comprende a los oficiales generales, es decir, los grados de general de brigada, general de división, mayor general, etcétera.

## Números
La proporción de oficiales varía enormemente. Los oficiales comisionados suelen representar entre una octava y una quinta parte del personal de las fuerzas armadas modernas. En 2013, los oficiales constituían el 17% superior de las fuerzas armadas británicas, y el 13,7% superior de las fuerzas armadas francesas. En 2012, los oficiales constituían alrededor del 18% de las fuerzas armadas alemanas, y alrededor del 17,2% de las fuerzas armadas estadounidenses. 
Históricamente, las fuerzas armadas han tenido en general proporciones mucho más bajas de oficiales. Durante la Primera Guerra Mundial, menos del 5% de los soldados británicos eran oficiales (en parte porque los oficiales subalternos de la Primera Guerra Mundial sufrieron un alto índice de bajas). A principios del siglo XX, el ejército español tenía la mayor proporción de oficiales de todos los ejércitos europeos, un 12,5%, porcentaje que muchos observadores españoles y extranjeros consideraban excesivamente alto.
Dentro de las fuerzas armadas de una nación, los ejércitos (que suelen ser más grandes) tienden a tener una menor "proporción" de oficiales, pero un mayor número "total" de oficiales, mientras que las armadas y las fuerzas aéreas tienen mayores "proporciones" de oficiales, sobre todo porque los aviones militares son pilotados por oficiales y los barcos y submarinos navales están comandados por oficiales. Por ejemplo, el 13,9% del personal del Ejército británico y el 22,2% del personal de la RAF eran oficiales en 2013, pero el Ejército británico tenía un mayor número total de oficiales

### Reino Unido

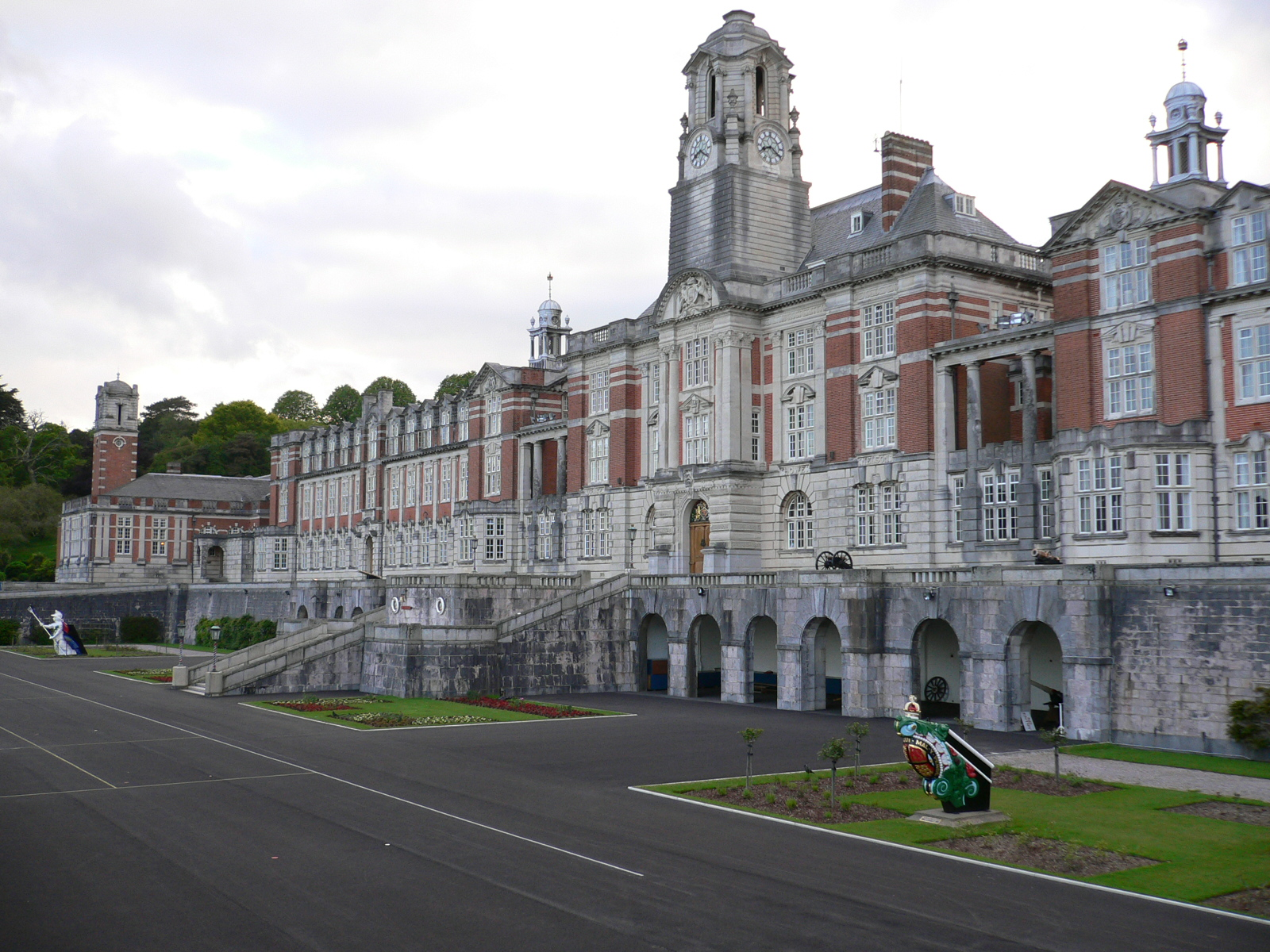
La Royal Navy academia de formación de oficiales Britannia Royal Naval College de Dartmouth

#### Capitán general

Divisa creada por Augusto Pinochet en 1982 para el grado de capitán general. Se basa en la divisa de general de ejército de Chile, pero tiene cinco estrellas.